# 사토 히사토
사토 히사토(일본어: 佐藤 寿人, 1982년 3월 12일 ~ )는 일본의 전 축구 선수로서 현역 시절 포지션은 공격수였다. 쌍둥이 형 사토 유토(佐藤 勇人) 역시 축구 선수 출신이며, 같은 팀의 모리사키 가즈유키/고지 형제와 함께 J리그 최초의 쌍둥이 선수로 알려져 있다.

## 구단 경력
그는 2000년 J1리그의 제프 유나이티드 이치하라에 입단했다. 2002년 세레소 오사카로 이적했다. 2003년부터 2004년까지 베갈타 센다이에서 뛰었다. 2005년 산프레체 히로시마로 이적했다. 2016년까지 383경기에 출전하여, 178득점을 넣었다. 2012년, 2013년, 2015년 3번의 J1리그 우승을 차지했다. 2017년 나고야 그램퍼스로 이적했다. 2019년 제프 유나이티드 지바로 복귀했다. 2020년후 현역 은퇴.

## 국가대표팀 경력
그는 2001년 FIFA 세계 청소년 축구 선수권 대회에 참가할 일본 U-20 국가대표팀에 발탁되었으며, 2경기에 출전했다.
그는 2006년 2월 10일 미국과의 경기에서 일본 국가대표팀에 데뷔했다. 2007년 AFC 아시안컵, 2010년 동아시아 축구 선수권 대회에도 출전했다. 그는 2010년까지 국제 A매치 통산 31경기에 출전, 4득점을 넣었다.

## 통계
| 일본 | 일본 | 일본 |
| 연도 | 출전 | 득점 |
| ---- | ---- | ---- |
| 2006 | 12   | 3    |
| 2007 | 7    | 0    |
| 2008 | 6    | 0    |
| 2009 | 3    | 1    |
| 2010 | 3    | 0    |
| 통산 | 31   | 4    |